# Ерски хумор
Ерски хумор је форма усмене књижевности која је карактеристична за подручје Златиборског округа и представља специфичан начин шаљивог односа према стварности. Присутан је у свакодневној комуникацији и шалама међу становиштвом, а препознаје се и у многим књижевним родовима и врстама.
Ерски хумор се налази на листи нематеријалног култуног наслеђа Србије.

## Ерски хумор у књижевности
Примери савременог ерског хумора
После месец дана проведених на Златибору, где је дошла, да помоћу чувеног третмана "Чигота" скине који килограм, једна Ужичанка се телефоном јави мужу:

- Драги, толико сам срећна. За месец дана изгубила сам трећину своје килаже. Реци ми, мили, колико још да останем?

- Остани, душо, још два месеца.
У самопослузи
Боравећи на Партизанским Водама, група немачких туриста посети једнога дана самопослугу „Инекс”. Гости су дуго разгледали робу у рафовима, али је очигледно било да нису могли пронаћи оно што су тражили. Коначно, један од њих приђе приученом продавцу Радовану и упита га:

- Спрехензи дојч?

- Ја мислим, да то немамо, али за сваки случај питај Жику.
Питалице
Чиме се Златиборци греју а почиње на З?

Одговор: Здрвима
Чега се Златиборац највише плаши а почиње са словом Д?

Одговор: Думре
Зашто у Чајетини нико не користи жмигавац?

Одговор: Зато што сви знају где ко станује и где је кренуо

Ерски хумор уочљив је у различитим књижевним родовима и врстама:
- прозним делима — народним приповеткама, новелама, анегдотама и вицевима
- народним песмама — шаљивим лирским и епским десетерачким песмама; малим фолклорним формама (здравицама, пословицама, питалицама, загонеткама, ругалицама и зврчкама); дечијем фолклору и у оквиру својеврсног фолклорног театра (чауш на свадби, натпевавање момачких и девојачких сватова).[1]

## Настанак
Сурови услови живота и непрестена борба за преживљавање утицали су на обликовање карактера и менталитета људи из златиборске регије. Њихов есео дух обликовао је јединствен смисао за хумор, као облик одбране од свакодневних проблема. Ерски хумор представља истинску културну и друштвену посебност људи из златиборске регије.

## Теме и садржај
Приче прожете ерским хумором карактерише мудрост и речитост. Инспирисане су свакодневним животом и баве се важним друштвеним темама, проблемима о којима се ћути, као и промоцијом правих друштвених вредности и ставова. То су комичне досетке у којима се људи овог краја на шаљив начин критички обрачунавају са властодршцима, свештеницима, трговцима, учитељима и другим актерима друштвеног живота. Изражавањем својеврсног народног бунта они се заправо боре за своја права, друштвене вредности и правду.

### Најпознатије приче
- Еро и кадија
- Еро и Турчин
- Еро с онога свијета

## Распрострањеност
Ерски хумор, у домену усмене традиције, присутан је у локалним заједницама на подручју Златиборског округа, у општинама: Ариље, Бајина Башта, Ивањица, Косјерић, Нова Варош, Пожега, Пријепоље, Прибој, Чајетина и Ужице.

## Нематеријално културно наслеђе
Многобројни путописци и истраживачи који су пролазили златиборским крајем уочили су ову особину народа који ту живи. Овим феноменом касније су се бавили и разни научни радници и сакупљачи „ерских народних мудролија“, што додатно говори о значају, значењу и традицији који ерски хумор има у културној баштини српског народа.
Значај ерског хумора као дела културног идентитета српског народа, препознат је и од стране Националног комитета за нематеријално културно наслеђе Србије, на предлог Библиотеке „Љубиша Р. Ђенић” и општине Чајетина. Тако је 18. јуна 2012. године, заједно са двадесет и шест других елемената, уписан на Листу нематеријалног културног наслеђа Републике Србије.

## Ерски хумор данас
Ерски хумор, као и друге шаљиве народне приповетке, у савременом друштву одумире, али се утицај овог феномена одразио на формирање вица као новог вида усмене књижевности. Други облик настављања усмене шаљиве приповетке јавља се српској писаној књижевности, нарочито у епохи реализма. Ови утицаји могу се запазити у делима српских књижевника, од Стефана Митрова Љубише, преко Милована Глишића, Стевана Сремца, Радоја Домановића, Бранислава Нушића и Петра Кочића, па све до Бранка Ћопића.
У Чајетини и на Златибору се од 2008. године одржава традиционална манифестација Летњи улични ерски кабаре, која има за циљ промоцију локалног, специфичног ерског хумора.